# La Chevallerais
La Chevallerais település Franciaországban, Loire-Atlantique megyében. Lakosainak száma 1559 fő (2022. január 1.). La Chevallerais Blain, Héric, Puceul, Saffré és La Grigonnais községekkel határos.

## Népesség
A település népességének változása:
| Lakosok száma | 499  | 546  | 652  | 1149 | 1508 | 1563 | 1549 | 1536 | 1536 | 1559 |
|               | 1968 | 1982 | 1990 | 2006 | 2013 | 2015 | 2017 | 2019 | 2020 | 2022 |